# Corteo funebre di Carlo XII
Il corteo funebre di Carlo XII è un dipinto di Gustaf Cederström, realizzato a Parigi nel 1878, conservato al Museo d'arte di Göteborg. L’autore ne dipinse una seconda versione nel 1884, che è ora esposta al Museo nazionale di Stoccolma. 
La scena rappresenta il rimpatrio della salma di Carlo XII, re di Svezia, ucciso in Norvegia durante l’assedio della fortezza Fredriksten.

## Storia
L’opera fu concepita per partecipare all’Exposition Universelle di Parigi del Maggio del 1878.
Cederström era un grande ammiratore di Carlo XII e decise di prenderlo come soggetto dell'opera. Si era trasferito a Parigi anni prima per studiare dal maestro Léon Bonnat, il quale inizialmente si mostrò scettico sul soggetto scelto dall'allievo ma successivamente, vedendone l'entusiasmo, lo incoraggiò a provare, ammonendolo al tempo stesso di non aspettarsi un riscontro positivo dalla critica:
(Léon Bonnat)
Cederström era dunque determinato a rendere il quadro il più realistico possibile. Fece numerosi schizzi preliminari (oggi conservati all’Östergötlands Museum, nella città di Linköping) e non badò a spese per ricreare la scena dal vivo prima di ritrarla: acquistò un’enorme quantità di sale per simulare la neve (altrimenti irreperibile di maggio a Parigi), fece costruire una barella su cui far distendere il modello del re e fece inoltre arrivare dalla Svezia delle uniformi ordinate all’uopo, da far indossare ai modelli dei soldati. Creò poi egli stesso in cera le restanti figure non rappresentate da modelli in carne e ossa. 
In corso d'opera fu preso più volte da sconforto, sia per l'ammonimento del maestro che per l'esito negativo del suo precedente quadro Alberto di Meclemburgo deriso dalla regina Margherita che ricevette molte critiche. Infatti nei suoi diari scrive, riferendosi al momento dell'acquisizione e visione del quadro da parte della galleria prima dell'apertura della mostra al pubblico:
(Gustaf Cederström)
Contrariamente alle aspettative dell'autore, invece, l’opera fu apprezzata talmente tanto da far aggiudicare all’artista la medaglia del secondo posto grazie alla quale venne reso famoso in tutta Europa.
Finita l’esposizione, fu acquistata per 22.000 franchi dal Granduca Konstantin Konstantinovich di Russia, che la portò nella propria dimora di San Pietroburgo, il Palazzo di Marmo.

Dopo l'esposizione, a Cederström giunse la notizia della nascita di sua figlia che, a prova della sua ammirazione per il re ritratto, in suo onore la chiamò Carola.
Leggiamo infatti ancora nei suoi diari:
(Gustaf Cederström)
Il dipinto ritrae un momento estremamente rilevante della storia svedese sia dal punto di vista geopolitico che emotivo. La morte di Carlo XII segnò la fine della Grande guerra del Nord, il tramonto della Svezia come grande potenza europea e l’inizio dell’Epoca della libertà svedese. Per queste ragioni molti connazionali di Cederström si indignarono alla notizia che il quadro fosse stato comprato da un russo, ritenendo una vergogna che l'omaggio funebre al re guerriero fosse finito nel paese nemico contro il quale aveva combattuto. 
Per convincere l’autore a dipingerne una nuova versione, i suoi ammiratori organizzarono una campagna di raccolta fondi che fruttò 11.000 corone svedesi.
Cederström si trovava ancora a Parigi quando accettò questa commissione. Si mise subito all’opera basandosi sugli schizzi dell’originale. La continuò a Firenze, dove soggiornò brevemente e la terminò in patria, nella sua casa di Krusenberg, poco a sud di Uppsala. Il 30 Novembre 1884, anniversario della morte di Carlo XII, firmò la tela e la consegnò al museo di Stoccolma.
Non è chiaro come il quadro originale sia sopravvissuto agli sconvolgimenti della Rivoluzione d'ottobre, ma nel 1923 fu acquistato al prezzo di 7.500 rubli d'oro e riportato in Svezia dal mercante d'arte Max Molvidson. Questi lo vendette poi a Gustaf Werner, che a sua volta nel 1939 lo donò al museo di Göteborg, dove è tuttora esposto.

## Stile
Realista solo nelle intenzioni e nella tecnica pittorica, l’opera è in realtà il risultato di un’interpretazione molto romanzata dei fatti. Il re, infatti, non fu rimpatriato in pieno giorno su una barella aperta bensì di notte fino all’accampamento di Tistedalen e da lì in una bara di abete fino ad Uddevalla, dove fu imbalsamato.
Il tragitto più verosimile fu quello che corrisponde all’odierna statale 220 in Norvegia (che dal confine con la Svezia prende il nome di statale 165) oppure alla statale 884 (che diventa poi statale 166 in Svezia). Poiché entrambi i percorsi sono piuttosto pianeggianti, anche lo sfondo montuoso è una reinterpretazione molto libera dei fatti. La scelta fu infatti ispirata alla catastrofe del monte Øy (anche nota come marcia della morte dei Carolini), nella quale 3000 soldati del contingente guidato da Carl Gustaf Armfeldt morirono assiderati, sorpresi da una bufera sulla strada del ritorno in patria attraverso la parte settentrionale della catena del Sylan, nella regione del Tydal.
Cederström era ben consapevole di essersi preso delle libertà artistiche e nel 1919 rispose alle critiche commentando:
(Gustaf Cederström)

## Differenze tra le due versioni
Chi posava come figurante, veniva sempre ingaggiato localmente per ovvie ragioni di praticità.
Nella prima versione del quadro, eseguito interamente a Parigi, i modelli erano quindi tutti francesi. La seconda versione, invece, fu iniziata in Francia ma continuata in Italia e terminata in Svezia con modelli svedesi, motivo per cui nella seconda versione del quadro molti personaggi hanno capelli e occhi più chiari delle loro controparti parigine.
Nella seconda versione, inoltre, Cederström decise di ritrarre anche amici e parenti.
Il re è rappresentato da Raffaele Fusco (l’unico italiano tra tutti i modelli), il soldato con la testa bendata ha il volto di Carl Cedeström mentre la bambina accanto al cacciatore ha quello di Carola Cedeström, rispettivamente il fratello maggiore e la figlia dell’autore.
Il soldato alla testa del corteo ha invece il volto di Gustaf Cederström stesso in entrambe le versioni.